# Amorphis
Amorphis est un groupe de metal progressif finlandais, originaire d'Uusimaa, Helsinki. Il est formé par Jan Rechberger, Tomi Koivusaari et Esa Holopainen en 1990. Exécutant à leur début un death/doom metal progressif avec quelques nuances gothic metal, leur style musical a évolué vers un metal moderne et mélodique.

## Biographie

### Débuts et premier album (1990–1993)
Amorphis est formé en 1990 par le guitariste-compositeur Esa Holopainen et le batteur et claviériste Jan Rechberger, rejoints par le guitariste et chanteur Tomi Koivusaari et le bassiste Olli Pekka-laine,.
Le groupe enregistre une démo, Disment of Soul, puis signe un contrat avec le label américain Relapse Records en 1991. Le groupe, qui joue alors principalement du death metal, enregistre quelques titres qui paraîtront sur l'EP Privilege of Evil sorti en 1993 avant de se consacrer à son premier album studio, The Karelian Isthmus, sorti en 1992. Les paroles de l'album abordent principalement les thèmes de la guerre, de la religion et de la mythologie celtique.

### Nouveaux membres et éléments progressifs (1994–1997)
En 1994, Amorphis sort un deuxième album, Tales from the 1000 Lakes. Celui-ci propose un mélange de death et de doom metal allant même vers le heavy, avec de nombreux éléments progressifs. Le chant de Ville Tuomi ajoute une dimension mélodique au style du groupe . L'ensemble tire son concept d'un long poème épique finlandais du nom de Kalevala. Après une longue tournée européenne aux côtés des groupes Paradise Lost et Tiamat, le groupe sort, en 1995, l'EP Black Winter Day, contenant des inédits des sessions du deuxième album. Peu après Jan Rechberger quitte le groupe et Pekka Kasari le remplace comme batteur.
En 1996, le groupe sort son troisième album Elegy, qui impose définitivement le groupe sur la scène metal. Proposant une atmosphère encore plus progressive, alternant entre chant death assuré par Tomi Koivusaari et chant clair par le nouveau venu Pasi Koskinen, l'album s'inspire lui aussi de poèmes traditionnels, tirés d'un recueil appelé Kanteletar, et montre un Amorphis plus heavy qu'auparavant, mais toujours aussi atmosphérique. Il est suivi d'un nouvel EP intitulé My Kantele, qui montre l'intérêt que les musiciens portent notamment au rock des années 1970.

### Changement de style (1998–2005)

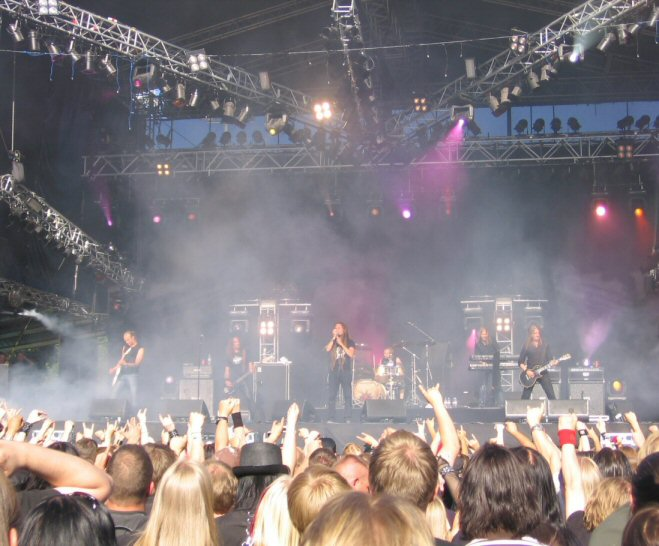
Amorphis au Tuska Open Air (Festival de metal), en 2006.

Le groupe se sépare ensuite de son claviériste Kim Rantala, et entame les sessions d'enregistrement d'un nouvel album. Celui-ci voit le jour en 1999. Tuonela marque le prolongement d'Elegy, toujours plus mélodique et heavy, et montre encore plus de sonorités traditionnelles, notamment indiennes. La flûte, la sitar font leur apparition, tandis que le chant est désormais principalement clair. Avec Tuonela, Amorphis remporte un succès presque comparable à celui du second album Tales from the 1000 Lakes tout en s'éloignant de la sphère métal originelle. Cette nouvelle direction se confirme d'ailleurs en 2001 avec Am Universum. Le groupe joue dans un registre rock incorporant des claviers et effets psychés, sans pour autant renier les mélodies mélancoliques et une certaine dose de metal. Amorphis impose un style à part à la fois accrocheur et travaillé, traversé des ambiances glacées de Finlande à laquelle le groupe a depuis longtemps signifié son profond attachement. En 2003, leur contrat avec Relapse Records s'achève avec la compilation Chapters.
La même année, le groupe poursuit en produisant son nouvel album, Far from the Sun. Jan Rechberger revient pour cette occasion. Plus direct que son prédécesseur, teinté de folk, le disque sort d'abord en Europe puis aux États-Unis l'année suivante.

### Nouveaux albums (depuis 2006)
Une tournée programmée aux États-Unis est annulée, ce qui a donné à Pasi, impliqué dans de nombreux autres projets musicaux, l'occasion de quitter Amorphis. Le groupe peine à le remplacer, jusqu'à ce qu'il intègre Tomi Joutsen, qui gagne les faveurs des foules tout au long de la tournée de 2005[réf. nécessaire]. Pour son nouvel album, Amorphis signe chez Nuclear Blast. Eclipse, sorti en 2006, s'en retourne trouver l'inspiration du côté du Kalevala. Leur huitième album, Silent Waters, est publié en 2007.
Leur neuvième album, Skyforger, est publié le 1er juin 2009. Cet album reste dans la même tournure qui a été prise par le groupe pour les deux albums précédents. L'album The Beginning of Times est publié le 27 mai 2011. Musicalement, il est dans la continuité de Skyforger, les éléments folk sont néanmoins davantage présents. Leur album Circle est sorti le 19 avril 2013, toujours chez Nuclear Blast. Il est produit par Peter Tägtgren, fondateur des groupes Pain et Hypocrisy, et producteur récompensé pour ses autres productions telles que Children of Bodom, Dimmu Borgir, Immortal, et Celtic Frost.
À cette occasion, faisant part d'une annonce officielle, le groupe se paye les services de Denis Goria, photographe et réalisateur Français très impliqué en Scandinavie et sur la scène metal, bien qu'il œuvre un peu aussi dans la pop pour Sony Music France. Il sera chargé de réaliser un documentaire « making-of » sur toutes les étapes de la production. On ne sait pas pour le moment si ce documentaire sera utilisé pour le Net ou pour une sortie sur une possible version Collector de l'album. Goria s'est lié d'amitié à Tägtgren depuis l'album Cynic Paradise et à notamment déjà collaboré avec Amorphis (Skyforger), Nightwish, Hypocrisy et bien d'autres. L'album sera enregistré (batteries) à Petrax studio (Children of Bodom), aux K5 Studios, tous deux en Finlande et sera mixé en Suède au Studio de Tägtgren, Abyss Studio.[réf. nécessaire]
Under the Red Cloud est publié le 4 septembre 2015 chez Nuclear Blast.

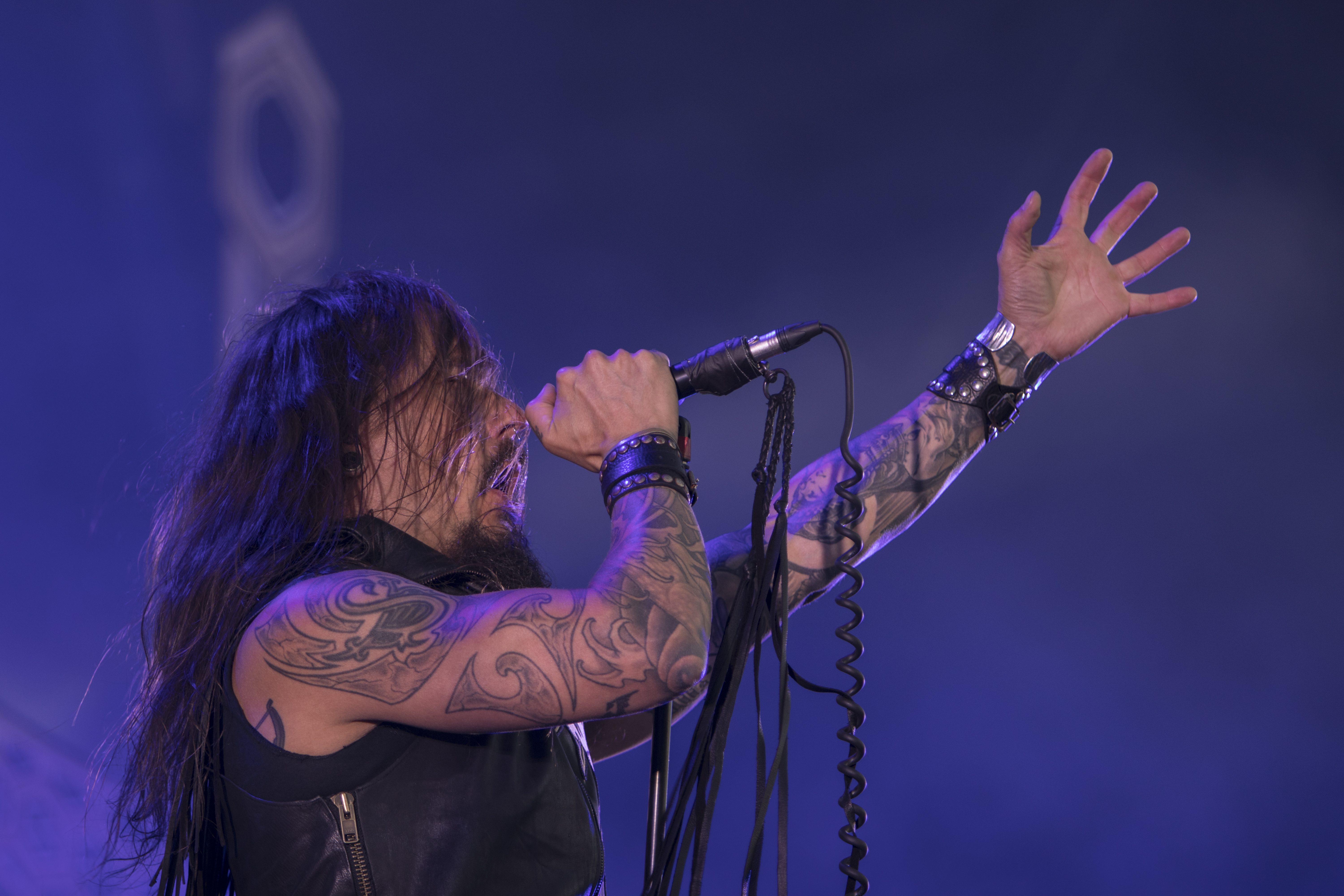
Amorphis au Tuska Open Air, en 2019.

Le 18 mai 2018, ils sortent leur treizième album Queen of Time, toujours chez Nuclear Blast. Ils annoncent une tournée européenne pour 2019 avec Soilwork et Jinjer en première partie.
Le 3 décembre 2021 paraît le clip vidéo du titre The Moon, puis le clip de On The Dark Waters (le 26 janvier 2022), deux titres extraits de leur nouvel album intitulé Halo et dont la sortie est prévue pour le 11 février 2022.

## Membres

### Membres actuels
- Tomi Joutsen - chant (depuis 2005)
- Esa Holopainen - guitare (depuis 1990)
- Tomi Koivusaari - guitare (depuis 1990)
- Santeri Kallio - claviers (depuis 1999)
- Jan Rechberger - batterie (1990-1995, depuis 2003)
- Olli-Pekka Laine - basse (1990-2000, depuis 2017)

### Anciens membres
- Pasi Koskinen - chant (1996-2005)
- Kasper Martenson - claviers (1993-1994)
- Kim Rantala - claviers (1996-1998)
- Pekka Kasari - batterie (1996-2002)
- Niclas Etelävuori - basse (2000-2017)

## Clips
- 2013 : The Wanderer, tiré de Circle, réalisé par Patric Ullaeus
- 2013 : Hopeless Days, tiré de Circle, réalisé par Patric Ullaeus